# Ted Williams
Theodore Samuel "Ted" Williams, född den 30 augusti 1918 i San Diego i Kalifornien, död den 5 juli 2002 i Inverness i Florida, var en amerikansk professionell basebollspelare och -tränare. Som spelare representerade han Boston Red Sox under hela sin karriär i Major League Baseball (MLB) 1939–1942 och 1946–1960.
Bland Williams många meriter kan nämnas att han togs ut till 19 all star-matcher, vann två MVP Awards, två gånger tog hem en så kallad Triple Crown, sex gånger hade högst slaggenomsnitt i American League och fyra gånger hade flest homeruns och inslagna poäng (RBI:s) i ligan. Red Sox har pensionerat hans tröjnummer 9.
Williams är vidare den senaste spelare som har haft ett slaggenomsnitt över 0,400 under en säsong i MLB, vilket han presterade 1941. Han har högst on-base %, det vill säga andelen hits, walks och hit by pitch i förhållande till at bats (slagtillfällen) genom tiderna (0,482) och är enligt många den bästa slagmannen i MLB:s historia. Han hade troligen legat mycket högre i många statistiska kategorier om det inte vore för att han tjänstgjorde som pilot i marinkåren under både andra världskriget och koreakriget.
I Williams allra sista at bat slog han en homerun, hans 521:a i karriären. Efter avslutad spelarkarriär var Williams även ledare inom baseboll under en tid. Han var huvudtränare för Washington Senators/Texas Rangers 1969–1972, dock utan att nå några större framgångar med svaga lag.
Williams valdes 1966 in i Hall of Fame.
Williams kropp är kryologiskt bevarad med hjälp av kryonik och förvaras hos företaget Alcor.